# Нулчо Костурски
Нулчо Костурски (на гръцки: Νούλτζος) е гръцки светец, новомъченик от края на XVII век.

## Биография
Единствените сведения за светеца са от дописка от костурския митрополит Дионисий Мандукас (1694 – 1719) в кондиката на Костурската митрополия. Нулчо е от Костур. Той заедно с брат си и зет си отказва да отхвърли Христовата вяра и затова на 27 април 1696 година е обесен от османците на тополово дърво в Костур.
Канонизиран е на 3 октомври 2019 година по предложение на митрополит Серафим Костурски от Светия синод на Вселенската патриаршия.